# Wehrheim
Wehrheim ist eine Gemeinde mit 9268 Einwohnern (31. Dezember 2023) im hessischen Hochtaunuskreis im Regierungsbezirk Darmstadt.
Die Gemeinde Wehrheim wies im Jahr 2020 einen weit überdurchschnittlichen Kaufkraftindex von 130,2 des Bundesdurchschnitts auf.

## Geographie

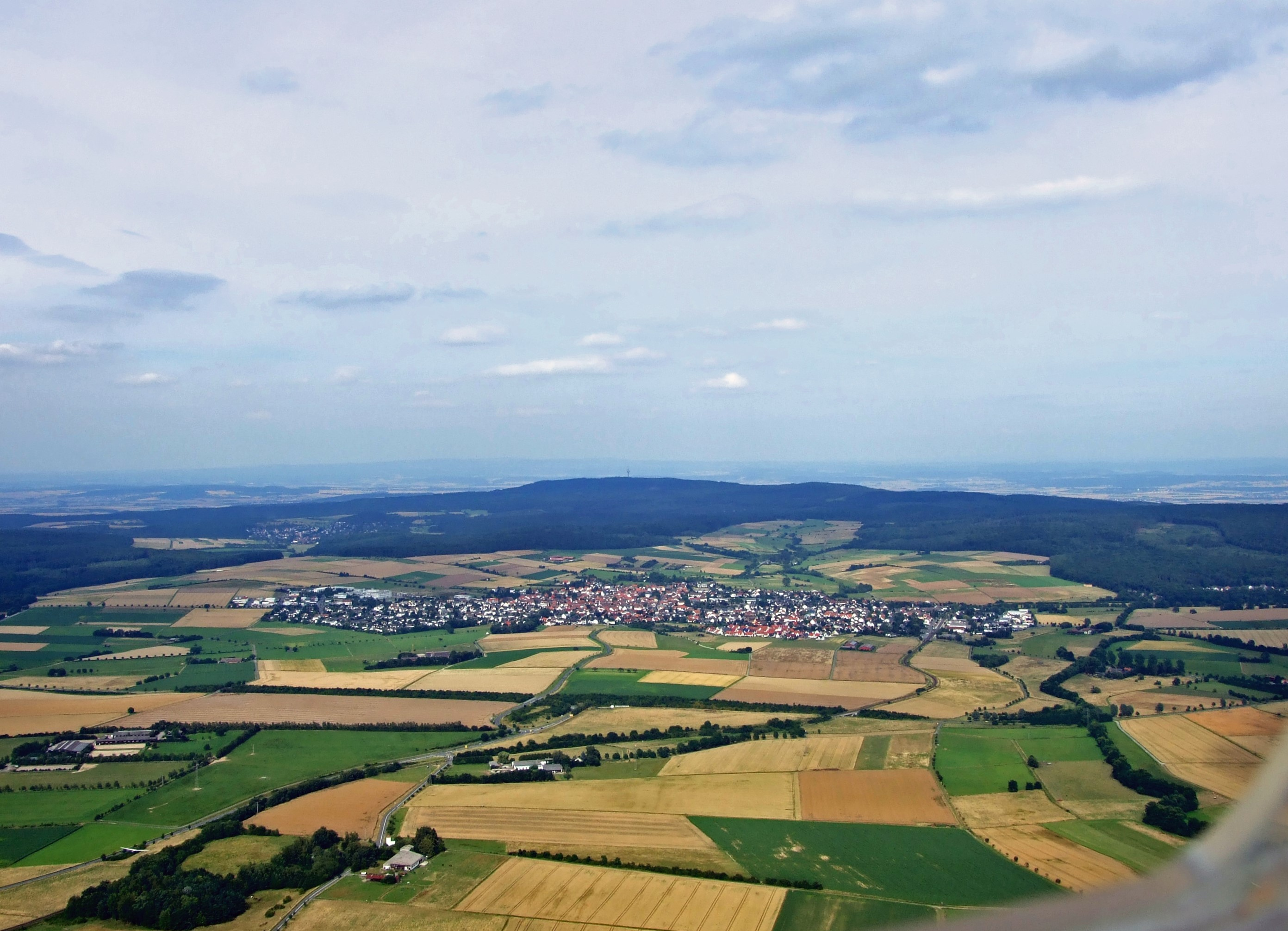
Wehrheim

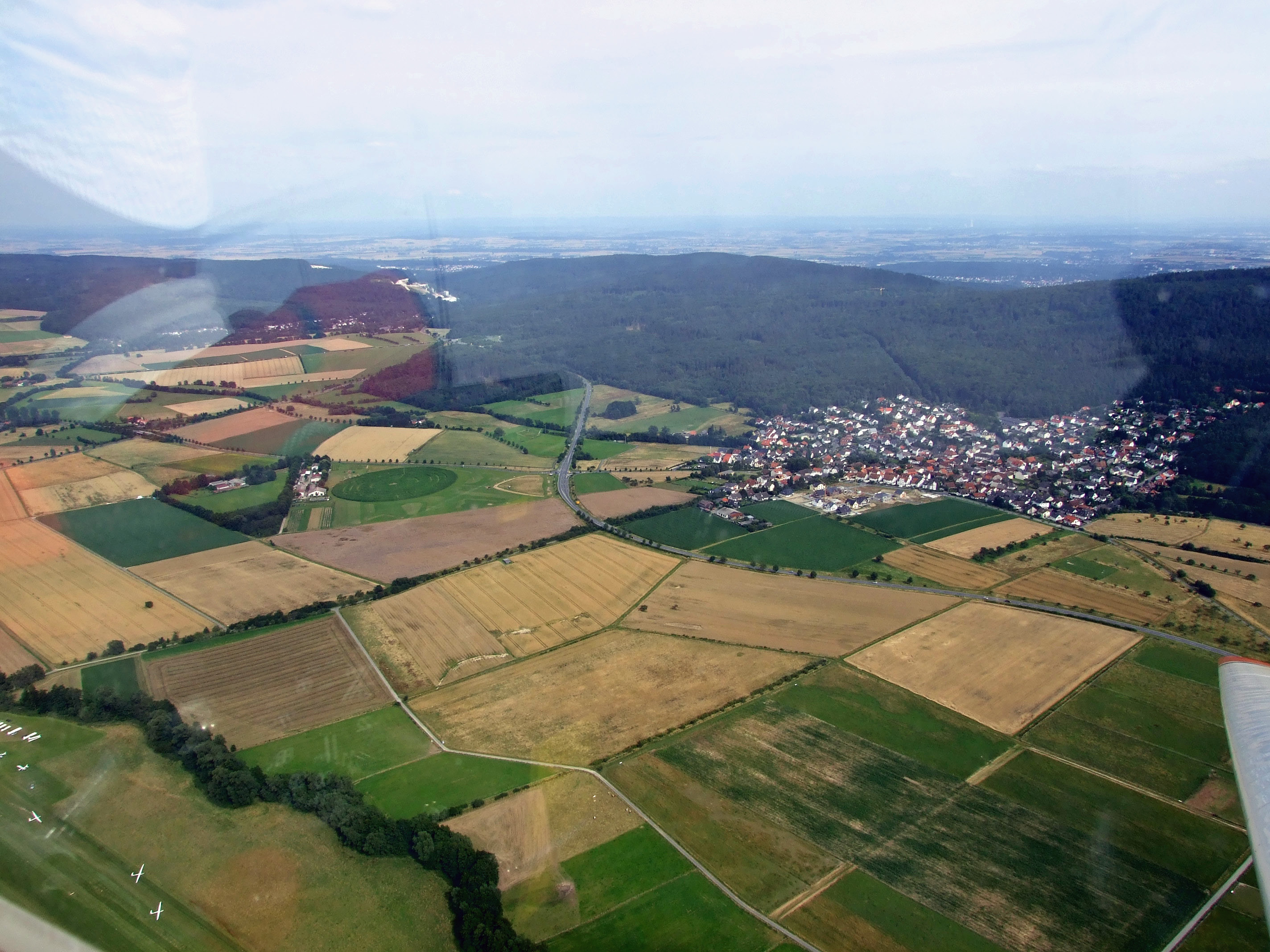
Obernhain

### Geographische Lage
Wehrheim liegt in 305 bis 400 Meter Höhe im östlichen Hintertaunus am Nordhang des Taunushauptkamms zwischen Bad Homburg vor der Höhe und Usingen. Die Südgrenze des Stadtgebietes und teilweise auch der Gemarkung Wehrheim bildet der Limes. In den Wäldern südlich der Kerngemeinde liegt die Schanze Lochmühle, eine Wallanlage, die aufgrund fehlender Funde noch nicht datiert werden konnte.
Die Gemeinde liegt im Rhein-Main-Gebiet, etwa 22 Kilometer nördlich von Frankfurt am Main und 10 Kilometer nördlich der Kreisstadt Bad Homburg vor der Höhe.

### Nachbargemeinden
Wehrheim grenzt im Norden an die Stadt Usingen und die Gemeinde Ober-Mörlen (Wetteraukreis), im Osten an die Städte Friedberg (Hessen) und Rosbach vor der Höhe (beide Wetteraukreis), im Süden an die Städte Friedrichsdorf und Bad Homburg vor der Höhe, sowie im Westen an die Stadt Neu-Anspach.

### Gemeindegliederung
Die Gemeinde Wehrheim umfasst neben der Kerngemeinde weitere drei Ortsteile.
| Ortsteil        | Wappen                     | Eingemeindung     | Einwohner | Entfernung | Richtung |
| --------------- | -------------------------- | ----------------- | --------- | ---------- | -------- |
| Friedrichsthal  | Wappen von Friedrichsthal  | 31. Dezember 1971 | 582       | 5,6 km     | NO       |
| Obernhain       | Wappen von Obernhain       | 1. August 1972    | 1.768     | 3,05 km    | SW       |
| Pfaffenwiesbach | Wappen von Pfaffenwiesbach | 31. Dezember 1971 | 1.597     | 4,14 km    | NO       |

Der Ortsteil Wehrheim verfügt mit dem Wohngebiet Saalburgsiedlung/Die Mark über ein räumlich abgetrenntes Wohngebiet, das jedoch kein gesonderter Ortsteil ist. Der Ortsteil Pfaffenwiesbach wurde aus der bis dahin selbständige Gemeinde Pfaffenwiesenbach und dem Ortsteil Friedrichsthal der Gemeinde Kransberg gebildet. Für die Ortsteile Wehrheim, Pfaffenwiesbach, Obernhain und Friedrichsthal wurden per Hauptsatzung Ortsbezirke mit Ortsbeirat und Ortsvorsteher errichtet. Die Grenzen der Ortsbezirke folgen den seitherigen Gemarkungsgrenzen.

## Geschichte

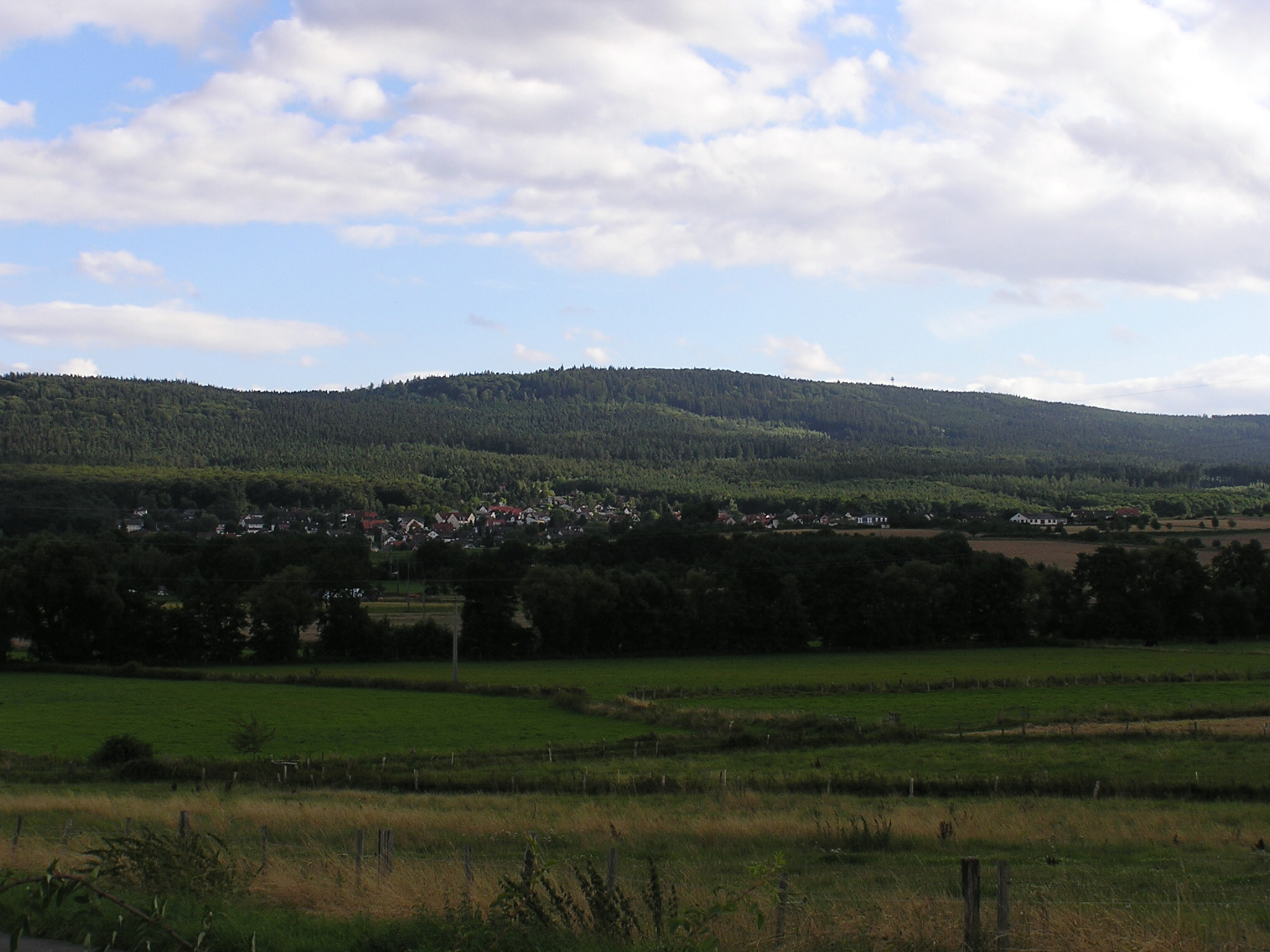
Obernhain

Erste Spuren einer Besiedelung sind bis in die Bronzezeit zu verfolgen. In Wehrheim wurde ein Gräberfeld der mittleren bis jüngeren Urnenfelderkultur (10./11. Jahrhundert v. Chr.) entdeckt. Die Ausgrabung dieses Feldes 1997 förderte sieben Urnengräber zu Tage, die wissenschaftlich ausgewertet werden konnten. Wehrheim wurde im Jahre 1046 erstmals urkundlich erwähnt. Kaiser Heinrich III. vermachte in dieser Urkunde seiner Ehefrau Agnes das Eigengut „Wirena“. Später werden die Burggrafen von Friedberg als Eigentümer genannt. Im 13. Jahrhundert fiel das Reichsgut an die Grafen von Diez. Unter diesen erhielt der Ort 1372 die Stadtrechte, die aber 1814 wieder verloren gingen. 1243 entstand das Kloster Thron als Stiftung des Grafen Gerhard III. von Diez.
In der Nachfolge der Grafen von Diez kam Wehrheim zu Nassau-Dillenburg. Im ersten Drittel des 16. Jahrhunderts führten die Grafen von Nassau die Reformation ein. Daraus ergaben sich Konflikte mit dem benachbarten Kurfürstentum Trier. Im Diezer Vertrag wurde 1564 eine Teilung der Hoheit über Wehrheim vereinbart. Das Amt Wehrheim verfügte damit sowohl über nassauische als auch über kurtrierische Behörden.
Mit der Säkularisation Kurtriers durch den Reichsdeputationshauptschluss 1803 ging dessen Wehrheimer Hälfte auf Nassau-Usingen über. Mit der Verschmelzung der nassauischen Territorien zum Herzogtum Nassau 1806 entfiel die jahrhundertelange Zweiteilung. Da das Herzogtum Nassau nach dem verloren gegangenen Preußisch-Österreichischen Krieg 1866 von Preußen annektiert wurde, kam Wehrheim zur preußischen Provinz Hessen-Nassau bis zur Neuordnung durch die Amerikanische Militärregierung 1945 und der Zuordnung zu Groß-Hessen (seit 1946 Land Hessen).
1895 ging die Bahnstrecke von Bad Homburg vor der Höhe, damals noch Homburg, über Friedrichsdorf nach Usingen in Betrieb und wurde später bis nach Albshausen verlängert. Damit wurde die Gemeinde enger an den Frankfurter Raum angebunden, eine Entwicklung, die sich in den folgenden 100 Jahren fortsetzte.
Im Rahmen der Gebietsreform in Hessen wurden am 31. Dezember 1971 die Gemeinde Pfaffenwiesbach und der Ortsteil Friedrichsthal der Gemeinde Kransberg auf freiwilliger Basis in die Gemeinde Wehrheim eingegliedert. Am 1. August 1972 folgte die Eingliederung der Gemeinde Obernhain kraft Landesgesetz.
Heute zählt Wehrheim, genau wie die sonstigen Hochtaunus- und Main-Taunus-Gemeinden, zur bevorzugten Wohnlage kaufkraftstarker Bewohner.

## Politik

### Gemeindevertretung
Die Kommunalwahl am 14. März 2021 lieferte folgendes Ergebnis: in Vergleich gesetzt zu früheren Kommunalwahlen:
| Sitzverteilung in der Gemeindevertretung 2021Insgesamt 31 Sitze - SPD: 5 - Grüne: 6 - FDP: 6 - CDU: 14 | Parteien und Wählergemeinschaften | Parteien und Wählergemeinschaften                                | 2021  | 2021  | 2016  | 2016  | 2011  | 2011  | 2006  | 2006  | 2001  | 2001  |
| Sitzverteilung in der Gemeindevertretung 2021Insgesamt 31 Sitze - SPD: 5 - Grüne: 6 - FDP: 6 - CDU: 14 | Parteien und Wählergemeinschaften | Parteien und Wählergemeinschaften                                | %     | Sitze | %     | Sitze | %     | Sitze | %     | Sitze | %     | Sitze |
| Sitzverteilung in der Gemeindevertretung 2021Insgesamt 31 Sitze - SPD: 5 - Grüne: 6 - FDP: 6 - CDU: 14 | CDU                               | Christlich Demokratische Union Deutschlands                      | 44,5  | 14    | 46,2  | 14    | 43,3  | 13    | 51,4  | 16    | 47,2  | 15    |
| Sitzverteilung in der Gemeindevertretung 2021Insgesamt 31 Sitze - SPD: 5 - Grüne: 6 - FDP: 6 - CDU: 14 | Grüne                             | Bündnis 90/Die Grünen                                            | 19,5  | 6     | 16,7  | 5     | 23,3  | 7     | 11,8  | 4     | 11,2  | 3     |
| Sitzverteilung in der Gemeindevertretung 2021Insgesamt 31 Sitze - SPD: 5 - Grüne: 6 - FDP: 6 - CDU: 14 | FDP                               | Freie Demokratische Partei                                       | 18,4  | 6     | 13,3  | 4     | 6,0   | 2     | 8,5   | 2     | 5,4   | 2     |
| Sitzverteilung in der Gemeindevertretung 2021Insgesamt 31 Sitze - SPD: 5 - Grüne: 6 - FDP: 6 - CDU: 14 | SPD                               | Sozialdemokratische Partei Deutschlands                          | 17,6  | 5     | 23,9  | 8     | 24,8  | 8     | 26,3  | 8     | 28,3  | 9     |
| Sitzverteilung in der Gemeindevertretung 2021Insgesamt 31 Sitze - SPD: 5 - Grüne: 6 - FDP: 6 - CDU: 14 | REP                               | Die Republikaner                                                 | —     | —     | —     | —     | 2,7   | 1     | 2,0   | 1     | 2,8   | 1     |
| Sitzverteilung in der Gemeindevertretung 2021Insgesamt 31 Sitze - SPD: 5 - Grüne: 6 - FDP: 6 - CDU: 14 | GOP-FWG                           | Gemeindemitglieder ohne Parteibindung – Freie Wählergemeinschaft | —     | —     | —     | —     | —     | —     | —     | —     | 5,1   | 1     |
| Sitzverteilung in der Gemeindevertretung 2021Insgesamt 31 Sitze - SPD: 5 - Grüne: 6 - FDP: 6 - CDU: 14 | Gesamt                            | Gesamt                                                           | 100,0 | 31    | 100,0 | 31    | 100,0 | 31    | 100,0 | 31    | 100,0 | 31    |
| Sitzverteilung in der Gemeindevertretung 2021Insgesamt 31 Sitze - SPD: 5 - Grüne: 6 - FDP: 6 - CDU: 14 | Wahlbeteiligung in Prozent        | Wahlbeteiligung in Prozent                                       | 63,5  | 63,5  | 61,1  | 61,1  | 56,5  | 56,5  | 54,8  | 54,8  | 63,9  | 63,9  |

### Bürgermeister

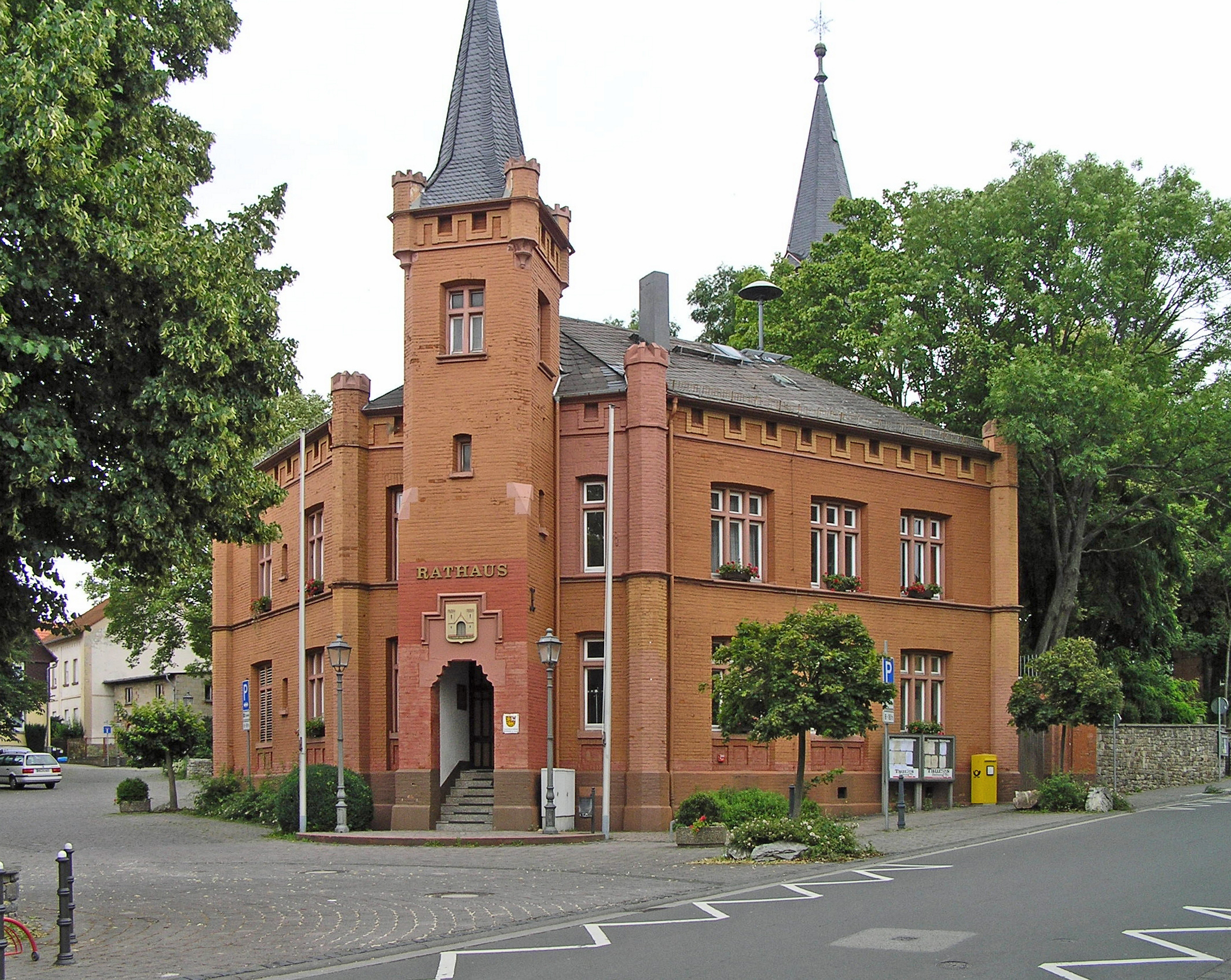
Rotes Rathaus Wehrheim

Nach der hessischen Kommunalverfassung wird der Bürgermeister für eine sechsjährige Amtszeit gewählt, seit dem Jahr 1993 in einer Direktwahl, und ist Vorsitzender des Gemeindevorstands, dem in der Gemeinde Wehrheim neben dem Bürgermeister ehrenamtlich ein Erster Beigeordneter und sieben weitere Beigeordnete angehören. Bürgermeister ist seit dem 1. Januar 2002 Gregor Sommer (CDU). Der Amtsvorgänger Helmut Michel (CDU) beendete seine zweite Amtszeit Ende 2001 aus gesundheitlichen Gründen vorzeitig und die Wahl des neuen Bürgermeisters musste vorgezogen werden. Gregor Sommer wurde am 18. November 2001 im ersten Wahlgang bei 70,8 Prozent Wahlbeteiligung mit 60,3 Prozent der Stimmen gewählt. Es folgten drei Wiederwahlen, zuletzt im August 2019.
Amtszeiten der Bürgermeister
- 2002–2025 Gregor Sommer (CDU)[15]
- 1992–2001 Helmut Michel (CDU) (1936–2009)[16]
- 1986–1991 Aribert Oehm (SPD)
- 1980–1985 Josef König (CDU)
- 1960–1979 Richard Wagner (SPD)
- 1946–1959 Ludwig Bender (CDU)
- 1933–1945 Heinrich Wilhelm (NSDAP)
- 1929–1933 Karl Dillenmuth (SPD)
- 1928–1929 Otto Friedrich Manck
- 1908–1928 Heinrich Velte
- 1900–1908 Peter Eifert
- 1882–1900 August Manck
- 1849–1882 Johann Peter Jäger

### Ortsbeiräte
Für alle eingegliederten Gemeinden und die Kerngemeinde wurde je ein Ortsbezirk mit Ortsbeirat und Ortsvorsteher, nach Maßgabe der §§ 81 und 82 HGO und des Kommunalwahlgesetzes in der jeweils gültigen Fassung gebildet.
Die Ortsbezirke sind durch das Gebiet der ehemaligen Gemeinden abgegrenzt und bestehen, je nach Einwohnerzahl, aus drei bis neuen Mitgliedern.
Die Wahl der Ortsbeiräte erfolgt im Rahmen der Kommunalwahlen. Der Ortsbeirat wählt eines seiner Mitglieder zum Ortsvorsteher bzw. zur Ortsvorsteherin.
Ortsbeirat der Kerngemeinde Wehrheim
Der Ortsbeirat besteht aus neuen Mitgliedern. Bei den Kommunalwahlen in Hessen 2021 betrug die Wahlbeteiligung zum Ortsbeirat 63,47 %. Dabei wurden gewählt: ein Mitglied der SPD, vier Mitglieder der CDU und zwei Mitglieder des Bündnis 90/Die Grünen und der FDP. Der Ortsbeirat wählte Stefan Velte (CDU) zum Ortsvorsteher.

### Hoheitssymbole
Das Wappen basiert auf Siegeln der Stadt aus dem 15. Jahrhundert. Es zeigt die zwei Löwen der Grafen von Diez, die in dem Gebiet bis 1388 regierten, und den Anfangsbuchstaben der Stadt. Das Wappen wurde in den späteren Jahrhunderten „vergessen“ und im frühen 19. Jahrhundert zeigte ein neues Siegel der Stadt ein unbekanntes Gebäude mit zwei Türmen. Das Gebäude, ein Wehrbau, war ein redendes Symbol. Das heutige Wappen wurde 1953 genehmigt.
Neben dem Wappen führt die Gemeinde Wehrheim eine Flagge und ein Dienstsiegel.

Wappen
Bannerflagge

### Partnerschaften

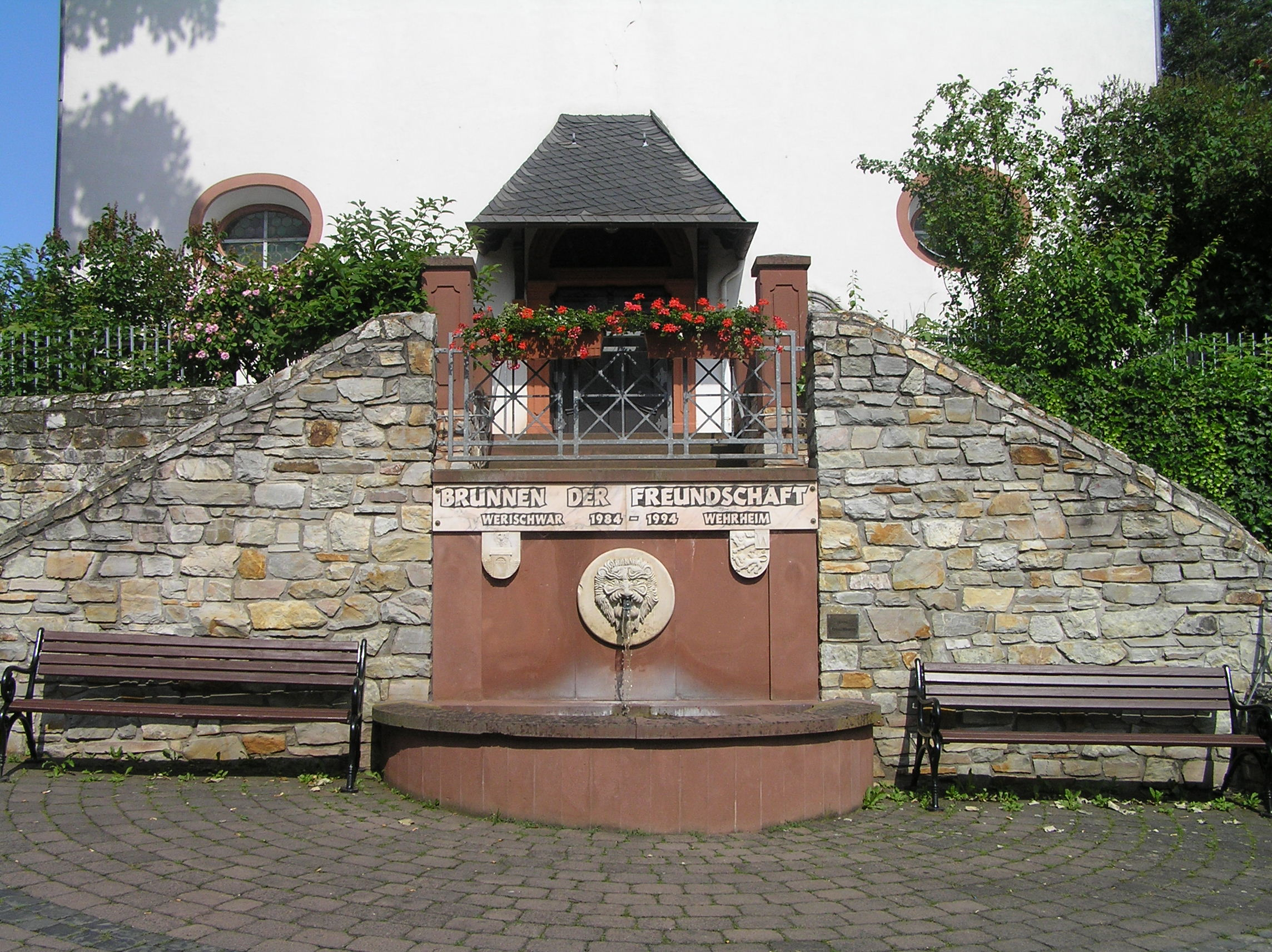
„Brunnen der Freundschaft“

Die Gemeinde Wehrheim unterhält folgende Partnerschaften:
- Pilisvörösvár, Ungarn, partnerschaftliche Beziehungen seit 1984
- Meransen (Südtirol), Italien, freundschaftliche Kontakte seit 2001

## Wirtschaft und Infrastruktur
Die Bevölkerung Wehrheims verfügt über eine weit überdurchschnittliche Kaufkraft. 2020 betrug der Kaufkraftindex 130,2 des Bundesdurchschnitts.

### Verkehr

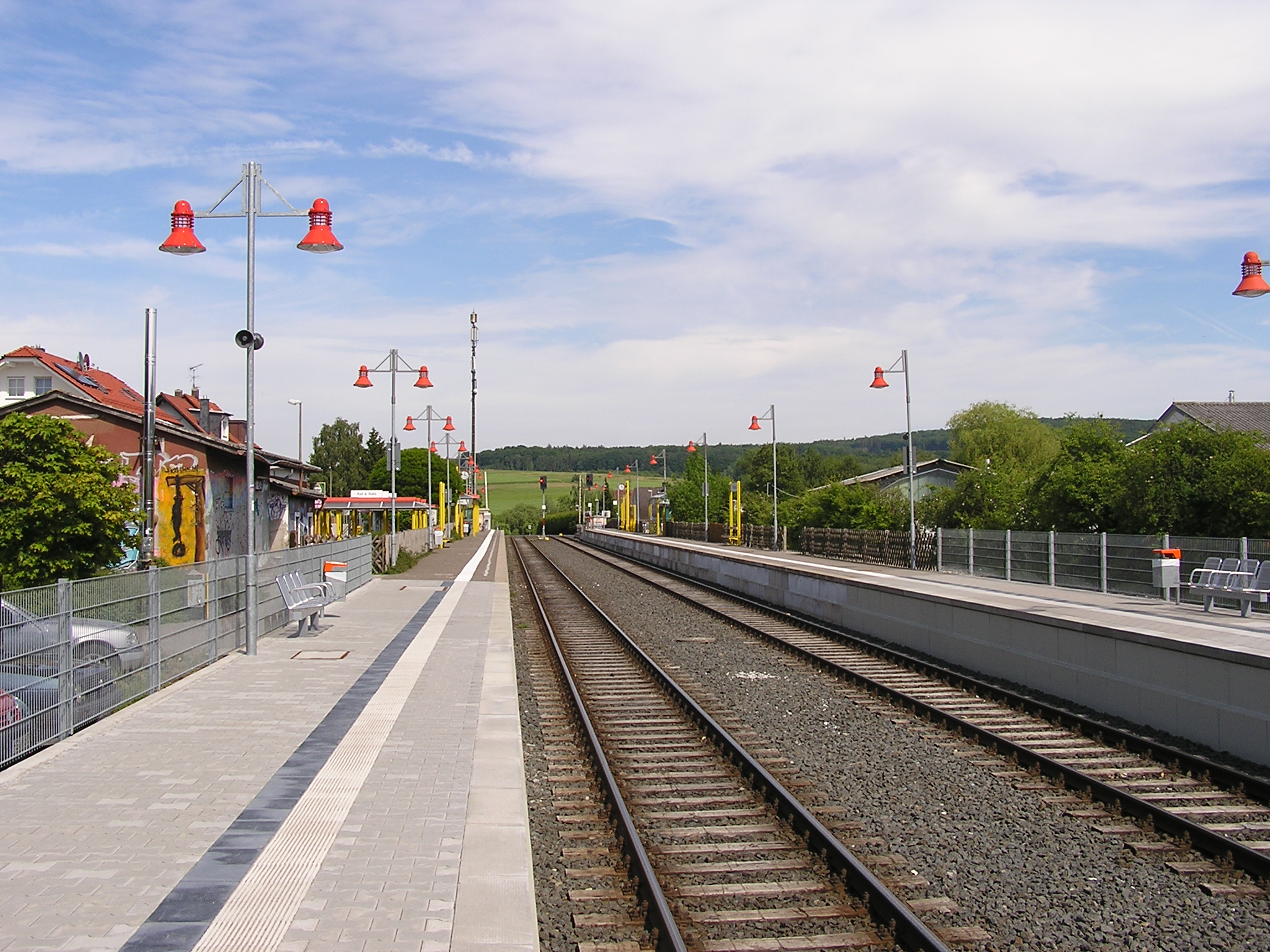
Bahnhof Wehrheim

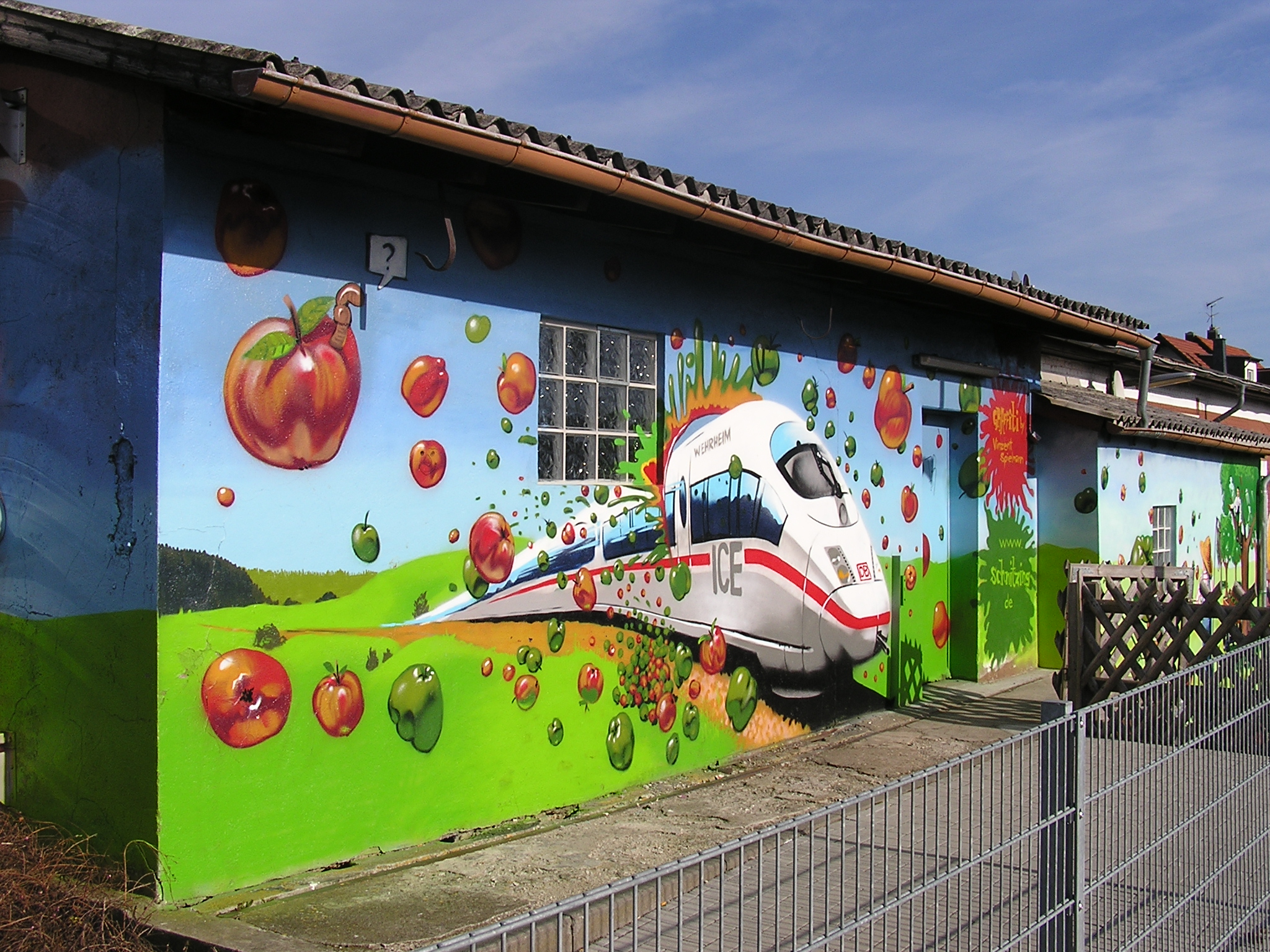
Das zur Taufe eines ICE TD (Nr. 5510) auf die Gemeinde angefertigte Gemälde am Bahnhof

Wehrheim ist über die sechs Kilometer entfernte Anschlussstelle Friedberg an die Bundesautobahn 5 und mit der acht Kilometer entfernten Anschlussstelle Oberursel-Nord an die Bundesautobahn 661 an das Fernstraßennetz angeschlossen. Die Bundesstraße 456 wird als Umgehungsstraße um Wehrheim herumgeführt und führt über den Saalburgpass nach Bad Homburg und nördlich über Usingen nach Weilburg.
Die Gemeinde verfügt über zwei Stationen an der Bahnstrecke Friedrichsdorf–Albshausen, die beide von der RMV-Linie RB 15 bedient werden: den Bahnhof Wehrheim und den Bahnhof Saalburg (beim Ortsteil Saalburgsiedlung). Die Buslinie 63 verbindet die Wehrheimer Ortsteile miteinander und stellt den Anschluss zum Bahnhof Wehrheim her.

### Unternehmen
Ein bekanntes Produkt aus Wehrheim sind die Ohrenstöpsel der Firma Ohropax GmbH, die unter der Marke Ohropax vertrieben werden. In der Orthopädie werden künstliche Gelenke vielfach mit Knochenzementen verankert; der weltweit bekannteste, Palacos, wird von Heraeus Medical in Wehrheim hergestellt.

### Quarzit-Werk
Im Köpperner Tal zwischen Köppern und Wehrheim, jedoch auf Köpperner Gebiet, betreibt die Holcim Kies und Splitt GmbH, ein Tochterunternehmen der weltweit tätigen LafargeHolcim-Gruppe, einen großen Steinbruch, in dem seit Ende des 19. Jahrhunderts Quarzit abgebaut wird ⊙ (siehe Köppern#Quarzit-Werk).

### Bildungseinrichtungen
Die Gemeinde Wehrheim verfügt mit der Limesschule über eine Grundschule. 1837 wurde in Wehrheim das Gebäude der alten Schule errichtet, das seit 1984 Sozialwohnungen beherbergt. Anfang des 20. Jahrhunderts wurde für die Wehrheimer Schule ein neues Gebäude errichtet, das heute die Heinrich-Kielhorn-Schule nutzt. Die Grundschule selbst erhielt in den 1990er Jahren einen modernen Neubau und ist heute eine der größten Grundschulen des Kreises.
Weiterhin bestand mit der Heinrich-Kielhorn-Schule eine Förderschule für Lernhilfe. Bis zur Gebietsreform in Hessen war sie als Sonderschule des Kreises Usingen benannt. Am 5. November 1973 wurde sie nach Heinrich Kielhorn, einem Pionier der Sonderschulpädagogik, benannt. 2012 wurde sie nach Usingen verlegt.

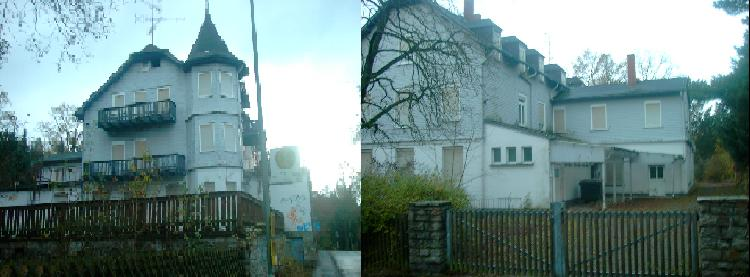
Jugendheim Taunusheim

Das im Jahr 1943 als Waisenhaus für Kriegswaisen gegründete Taunusheim war bis 1998 ein Kinder- und Jugendheim der Stadt Frankfurt am Main. Zuvor befand sich in dem Gebäude das 1906 errichtete Hotel Waldfriede. Das Hotel Waldfriede musste 1932 Konkurs anmelden und ging 1942 in den Besitz der Stadt Frankfurt über, die es als Kinderheim nutzte. In den letzten 20 Jahren seines Bestehens war das Taunusheim das Zuhause von bis zu 18 Kindern und Jugendlichen im Alter von 6 bis 18 Jahren, welche rund um die Uhr in zwei Gruppen betreut wurden. Im Jahre 1994 kam zudem eine Tagespflege-Gruppe hinzu. Das Heim wurde aufgrund von Sparmaßnahmen im Jahre 1998 geschlossen. Die dem Taunusheim angeschlossene Schule für Erziehungshilfe verblieb noch bis zum Jahr 2001 auf dem Gelände, bis diese nach Frankfurt-Höchst verlegt wurde. Anfang des Jahres 2018 begannen die Abbrucharbeiten des Heims.
1937 wurde der erste Kindergarten der Gemeinde in einem Raum im Rathaus eröffnet. Betrieben wurde er durch die NS-Volkswohlfahrt. Er musste im Krieg geschlossen werden. Am 15. September 1956 wurde in der alten Schule erneut ein Kindergarten eröffnet. Dezember 1973 zog der Kindergarten in das heutige Gebäude in der Wiesenau um. 1994 kam der Kindergarten in der Lache und 2003 der Kindergarten am Bügel hinzu.

### Munitionsdepot
Im Wald zwischen Wehrheim und Köppern befindet sich das Bundeswehr-Munitionslager „Köppern Süd“. Am 13. April 1949 wurden 154 Hektar Wald- und Wiesenfläche durch die US-Besatzungsbehörden beschlagnahmt und in den Folgejahren ein Munitionslager errichtet. 1970 gab es eine intensive politische Debatte, als das Lager von 60 Munitions-Lagerbunkern um weitere 223 Bunker erweitert werden sollte. Insbesondere die hierzu notwendige Rodung von 67,4 Hektar Wald und Sorgen über das Grundwasser wurden von vielen Wehrheimer Bürgern mit Bürgermeister Josef König (CDU) an der Spitze kritisiert. Gegen diese Bedenken wurde im Dezember 1977 der Bau beschlossen und 1978/1979 umgesetzt. Die aufkommende Friedensbewegung griff die Kritik auf und veranstaltete bis Mitte der 1980er-Jahre eine Reihe von Protestveranstaltungen am Rande des Geländes. Dabei spielten auch Gerüchte über die Lagerung von Nuklearwaffen eine Rolle. Das Lager war von Anfang an für die Lagerung konventioneller Munition vorgesehen und genutzt. Nach Ende des Kalten Krieges wurde das Munitionsdepot 1997 von der Bundeswehr übernommen.

## Kultur und Sehenswürdigkeiten

### Museum

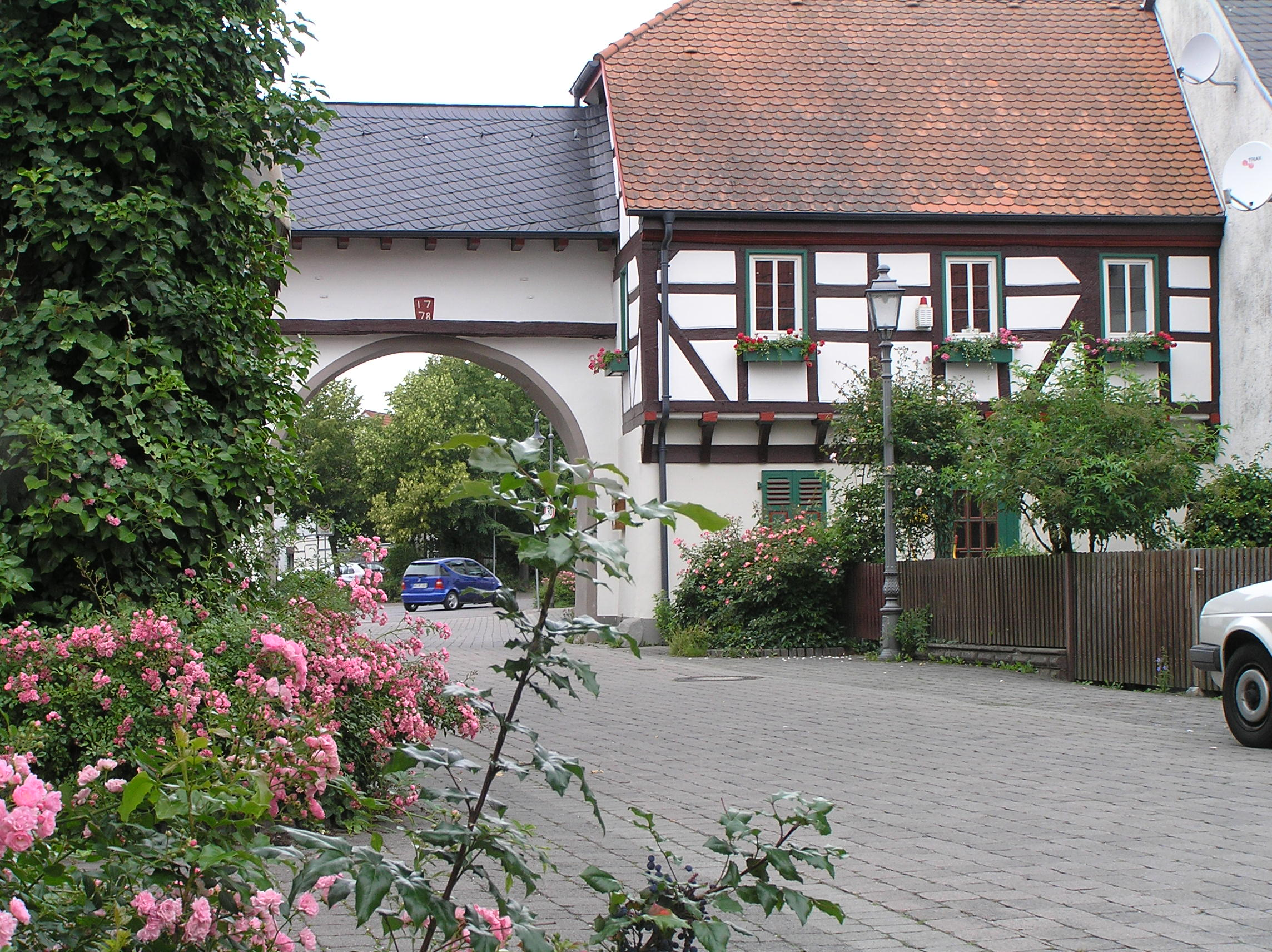
Stadttor
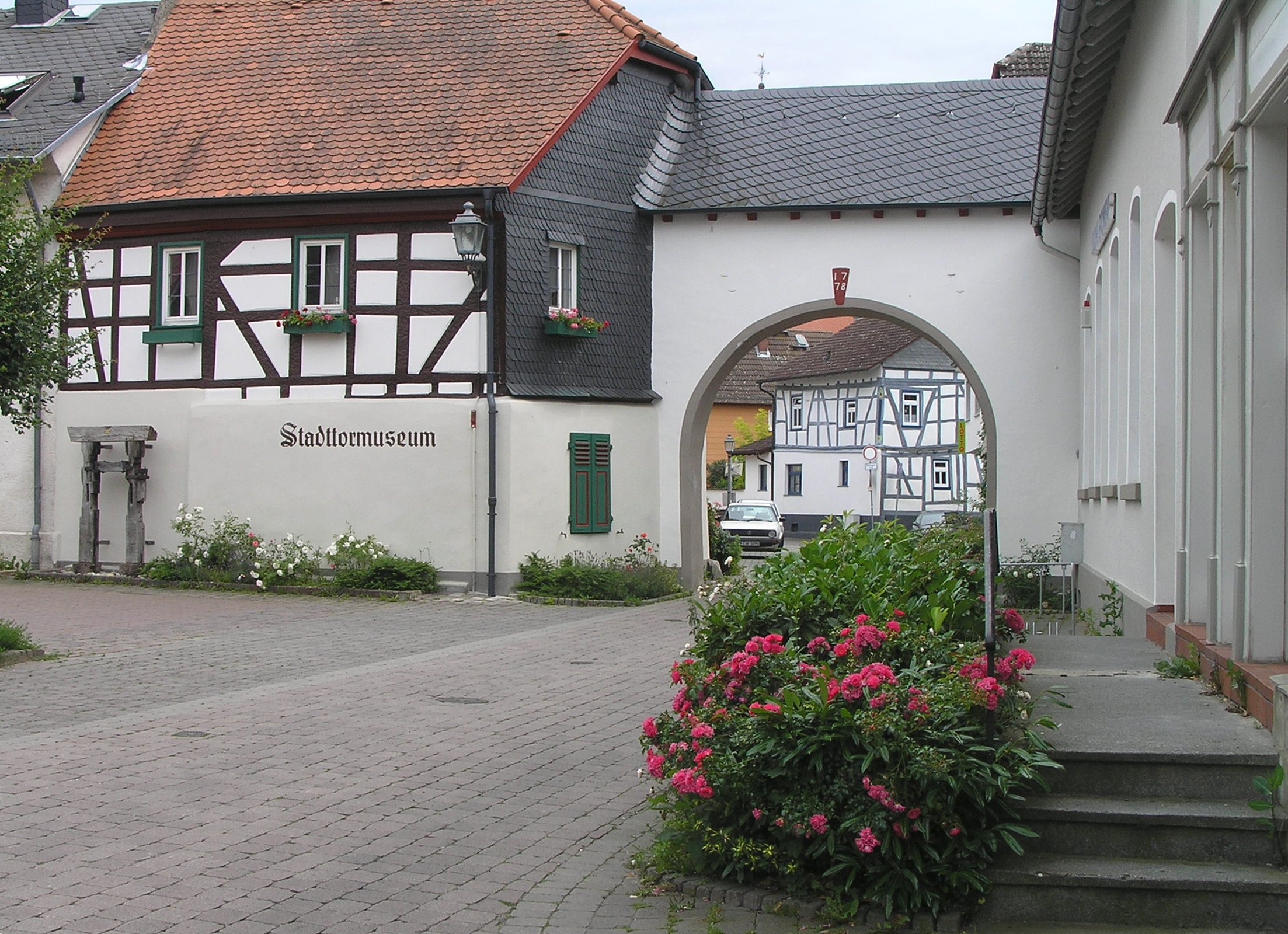
Stadttormuseum
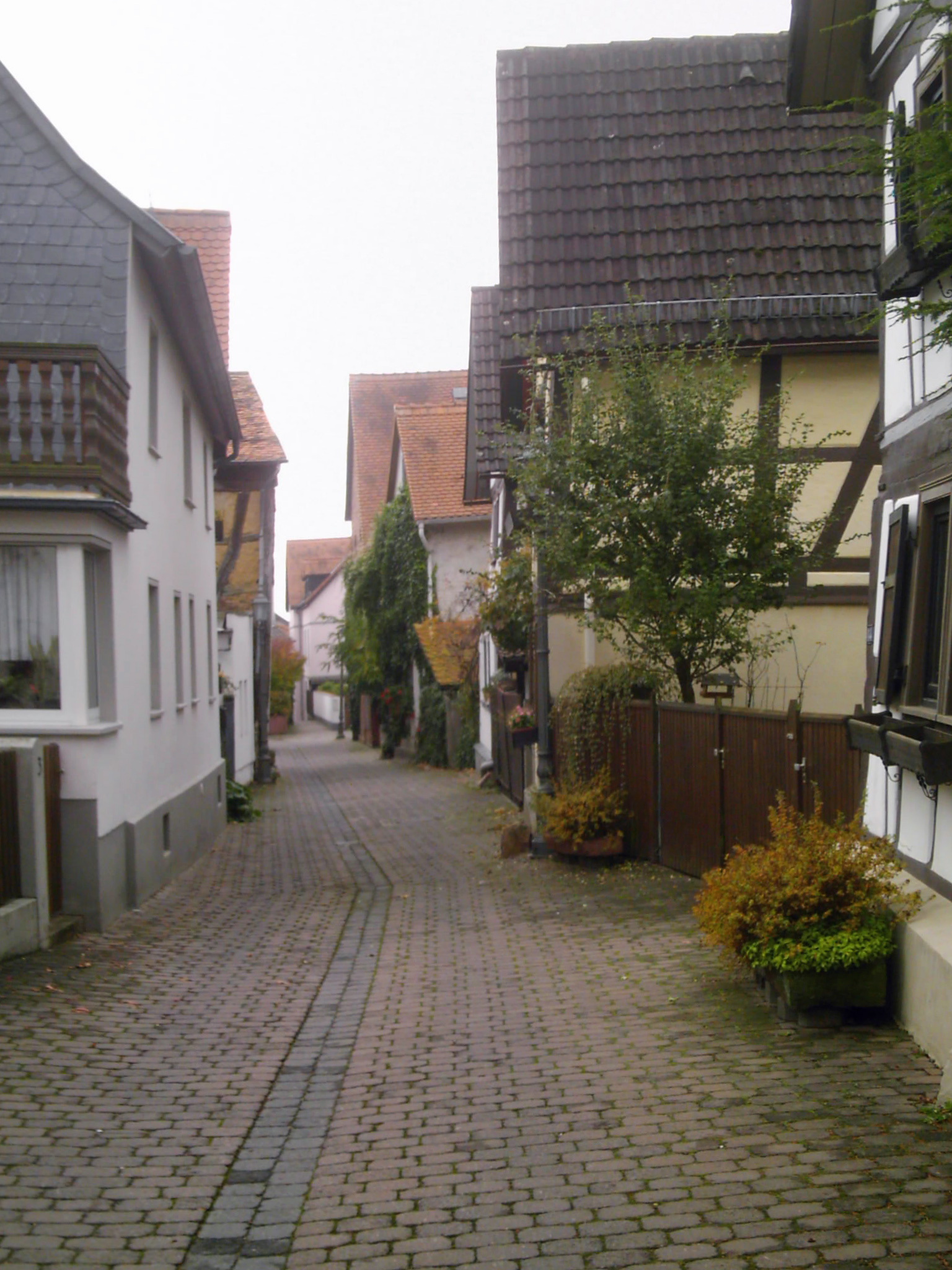
Altstadt-Szene
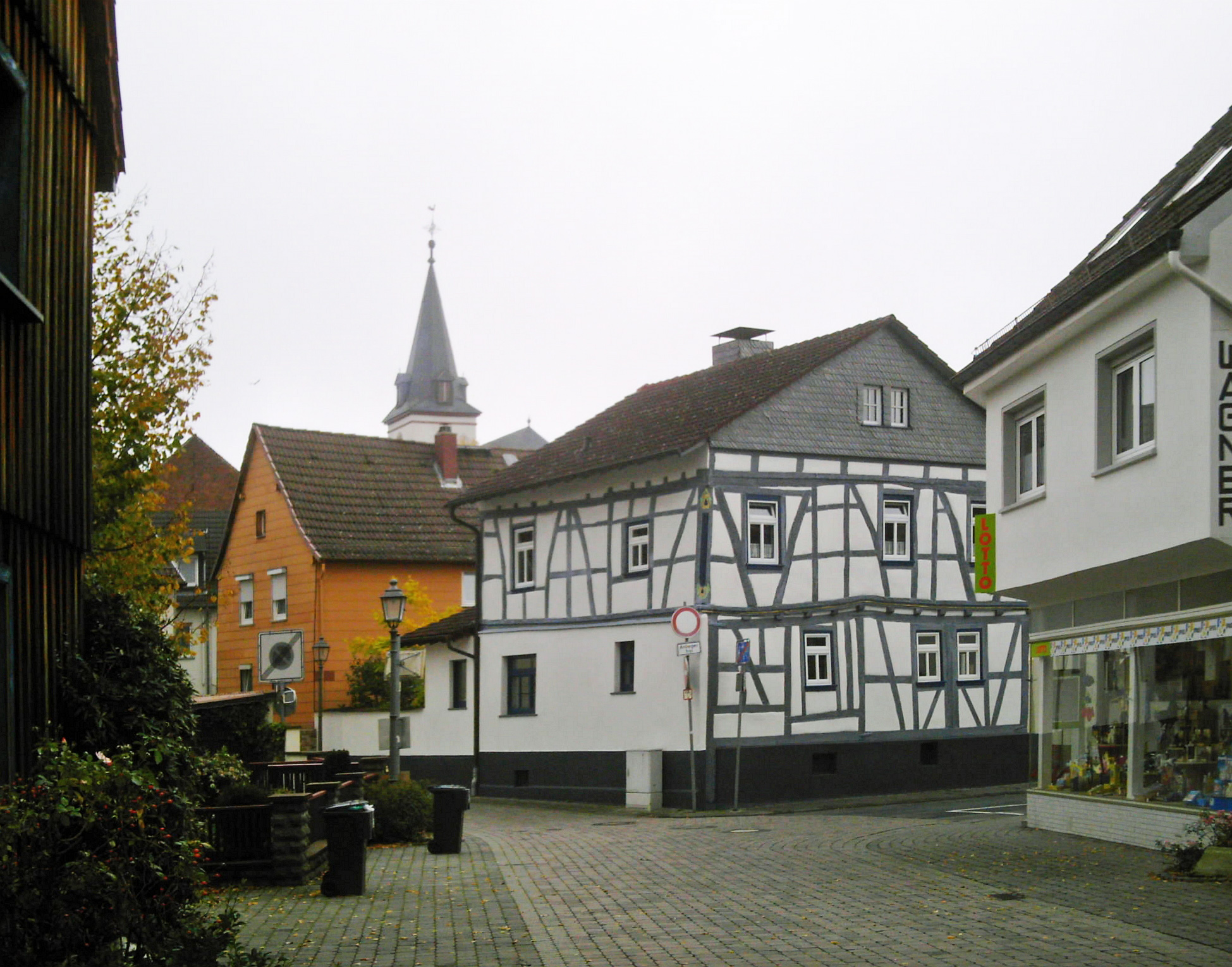
Altstadt-Szene
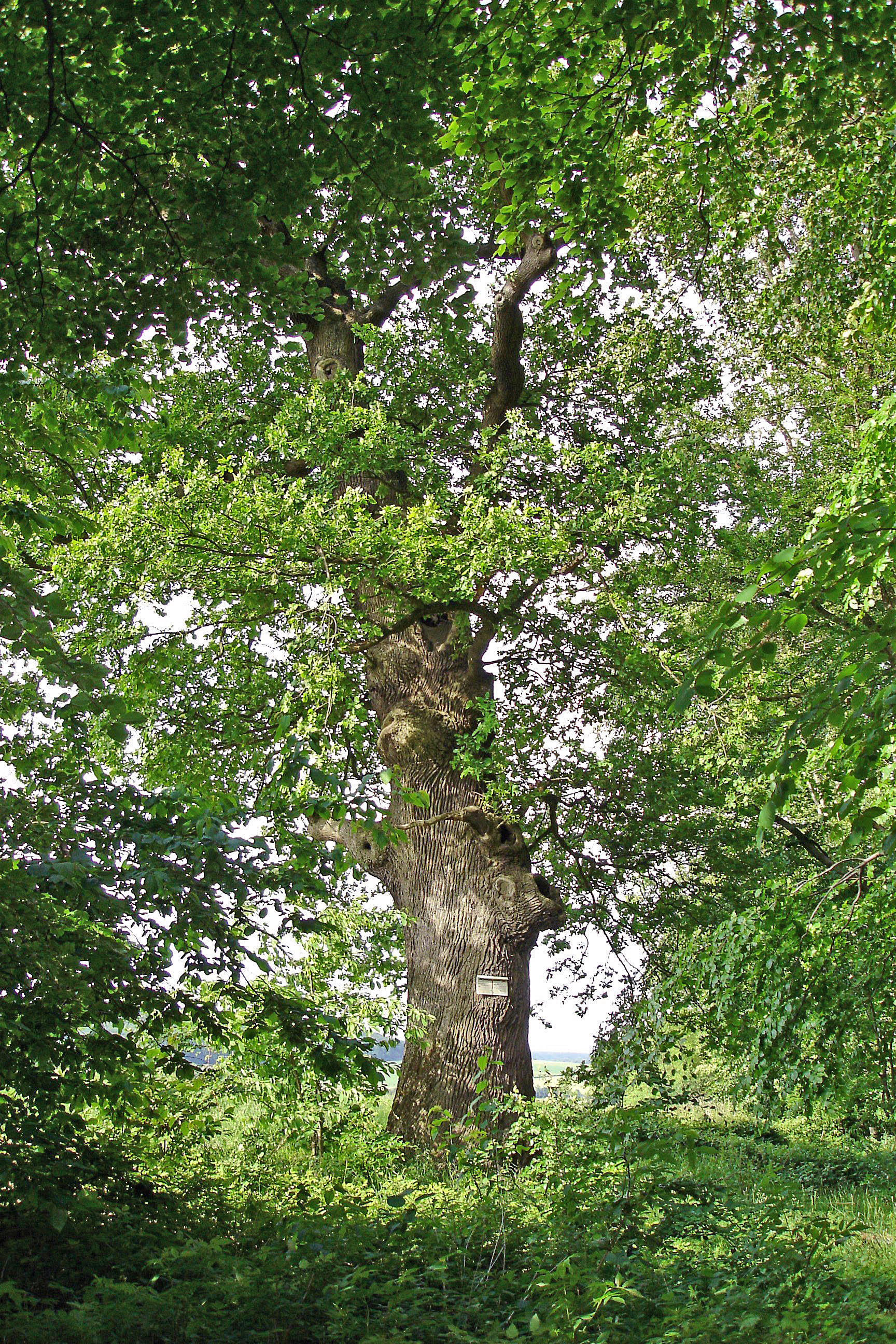
Naturdenkmal einer alten Eiche, an der Straße nach Pfaffenwiesbach

Im ehemaligen Stadttor aus dem Jahr 1778 (dem sogenannten Untertor), einem Wahrzeichen des Ortes, befindet sich das Stadttormuseum Wehrheim, in dem auch die bronzezeitlichen Fundstücke der Urnenfelderkultur präsentiert werden. Im Jahr 1980 übernahm die Gemeinde das heruntergekommene Gebäude. Dank der Mitarbeit des Geschichtsvereins wurde das Haus saniert und seit 1983 vom Geschichtsverein als Museum genutzt.

### Wehrheimer „Neue Mitte“

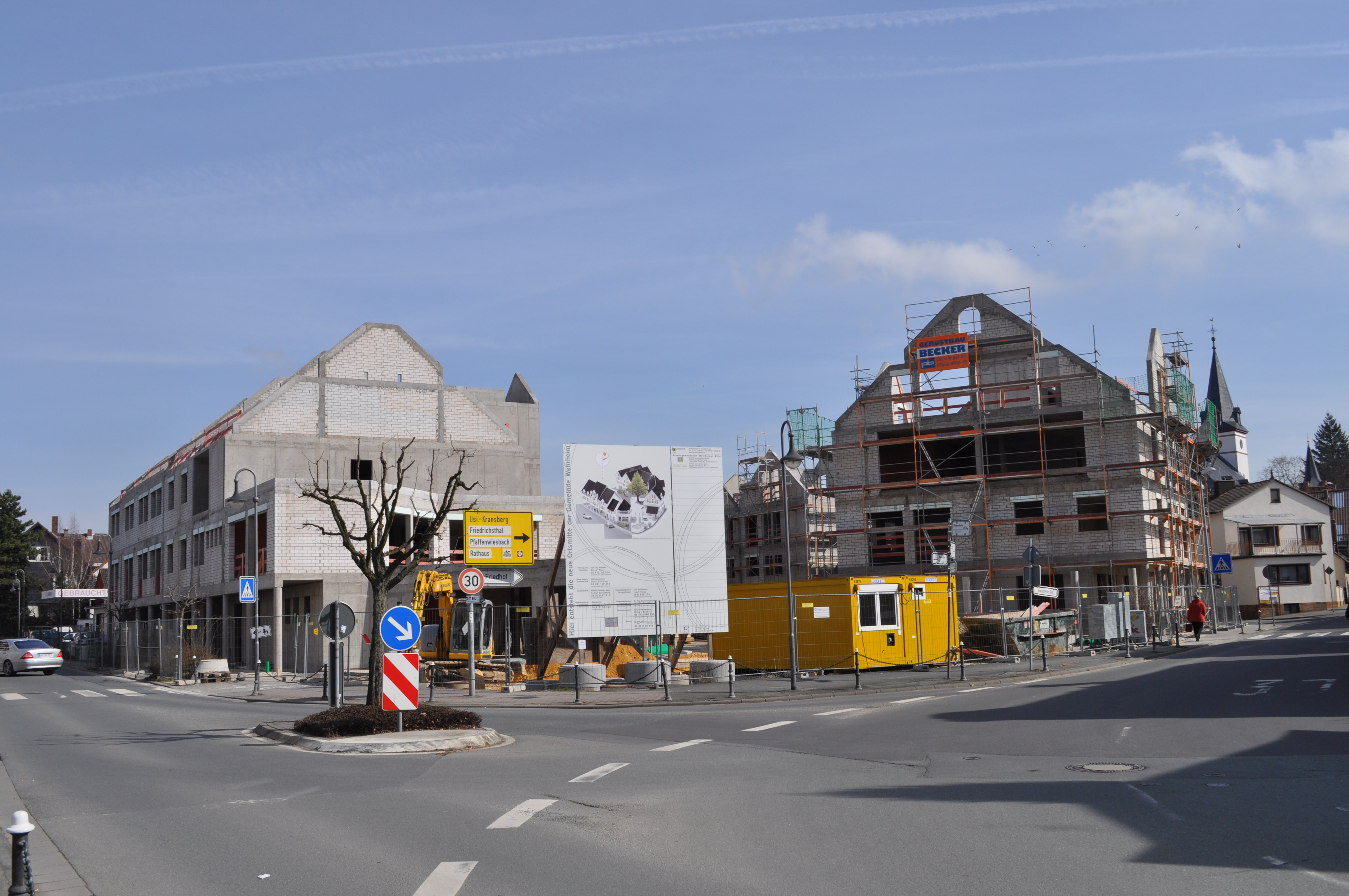
Neue Mitte (Bauzustand 2010), heute fertiggestellt

Während die Innenstadt (oder Innendorf) zwischen Rotem Rathaus und Stadttor durch eine Reihe von sanierten Fachwerkhäusern an Qualität deutlich gewonnen hat, war der Teil des Ortes, der direkt an der ehemaligen Bundesstraße 456 liegt, wenig sehenswert. Aus diesem Grund hat die Gemeinde die betreffenden Grundstücke erworben und bis Ende 2011 eine „neue Mitte“ mit Wohn- und Einzelhandelsimmobilien rund um einen zentralen Platz errichtet.

### Bauwerke

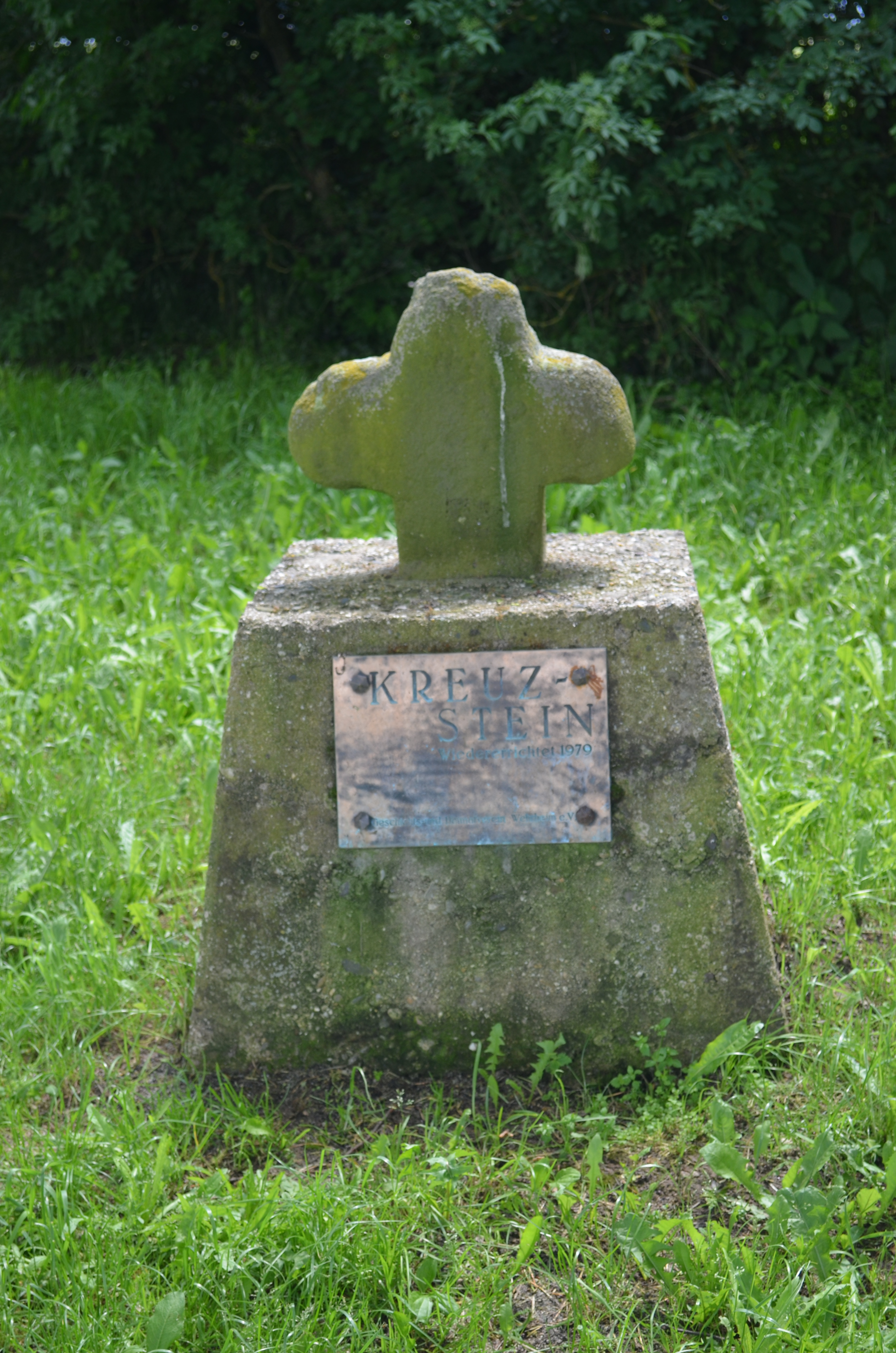
Kreuzstein

Über das Gemeindegebiet verlaufen 13 Kilometer des Obergermanisch-Raetischen Limes, der 2005 von der UNESCO zum Weltkulturerbe erklärt wurde. Nahe dem Ortsteil Pfaffenwiesbach befindet sich das Römerkastell Kapersburg. Südlich, oberhalb von Wehrheim, an der Passstraße nach Bad Homburg, ist das restaurierte Römerkastell Saalburg zu besichtigen. Das „Rote Rathaus“ (die Bezeichnung bezieht sich auf den roten Backstein, nicht auf die politische Überzeugung der Bürgermeister) wurde 1859 neben der evangelischen Kirche erbaut und ist ein Blickfang in der Ortsmitte. In seinem Türmchen befindet sich eine Glocke, die aber nicht mehr angeschlagen wird. Die Gemeindeverwaltung arbeitet nicht mehr im roten Rathaus, sondern in modernen Funktionsgebäuden in der „neuen Mitte“.
Außerhalb des Ortes befindet sich der Kreuzstein. Es handelt sich um ein kleines Kreuz aus Taunus-Quarzit ohne Inschrift. Der Stein war früher eventuell Grenzstein oder auch ein Sühnekreuz. Der Kreuzstein befand sich früher an anderer Stelle. 1970 wurde er vom Geschichts- und Heimatverein Wehrheim an der heutigen Stelle wieder aufgerichtet. Die Höhe betrug 65 cm.
Der Friedhof Wehrheim ist seit 1822 der kommunale Friedhof des Ortes.

#### Evangelische Kirche

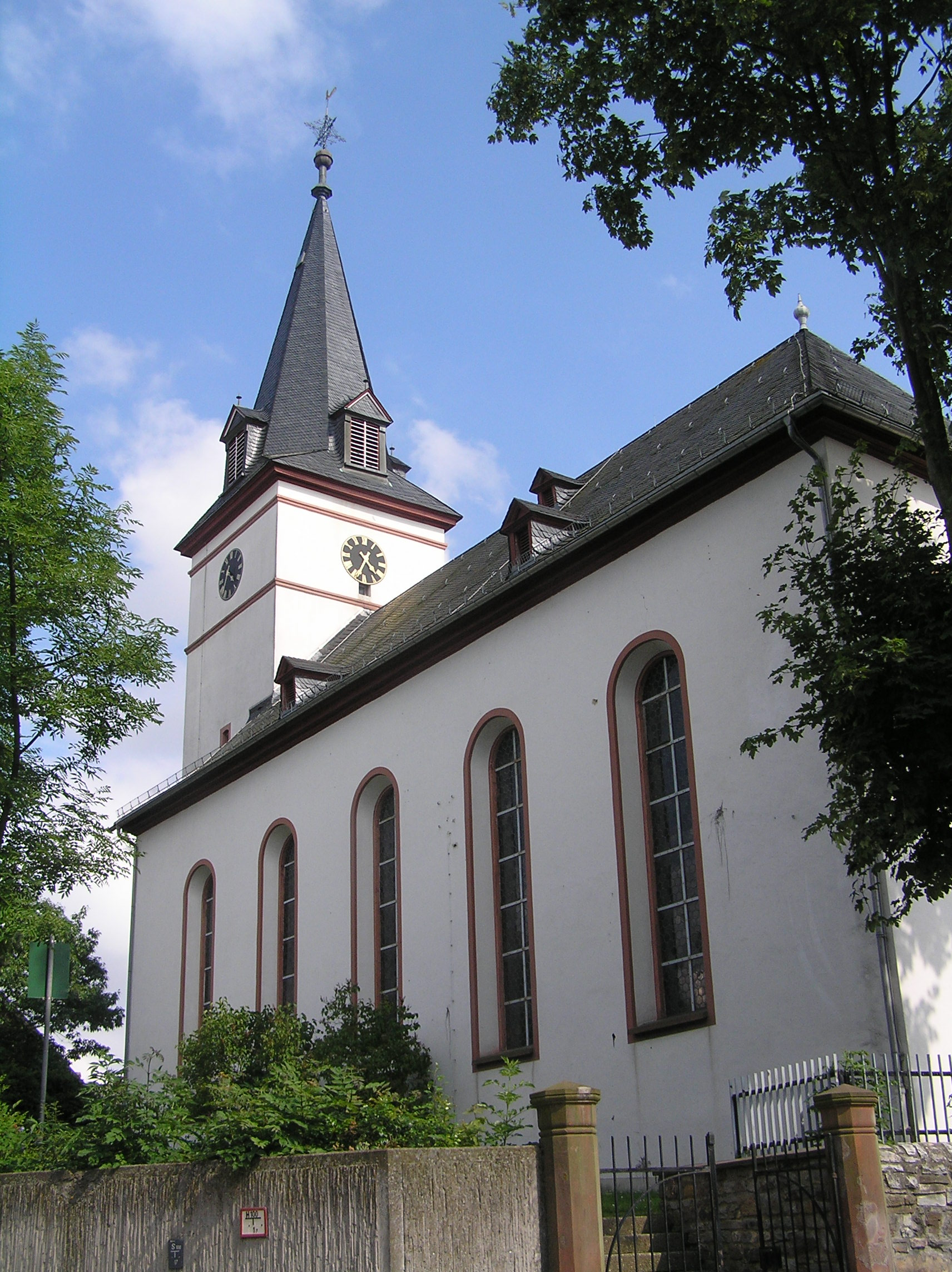
Evangelische Kirche

Die evangelische Kirche ist die größere der beiden Wehrheimer Kirchen. Sie wurde 1780 bis 1782 als barocke Dorfkirche errichtet und befindet sich direkt neben dem Rathaus. Die ersten Gottesdienste in der „neuen Kirche“ fanden in der Weihnachtszeit 1781 statt. An der Stelle der heutigen Kirche befand sich bereits vorher ein Kirchengebäude aus dem Mittelalter. Der marmorne Taufstein wurde vom damaligen Schultheißen Johannes Groos 1785 gestiftet (der Grabstein von Johannes Groos ist heute noch erhalten und in die Kirchenwand eingelassen). 1783 wurde eine Orgel von Johann Conrad Bürgy eingebaut und am 17. Juli 1783 eingeweiht. Die Orgel hat ein Manual und 16 Register mit rund 880 Pfeifen und ist eine von nur drei heute noch spielbaren Bürgy-Orgeln; die Orgel wurde 2006 renoviert. Die Kirche verfügt über ein Geläut von drei Glocken. Die älteste wurde im Jahre 1658, die jüngste 1951 eingeweiht. Am 31. Oktober 1817 wurde anlässlich der Feierlichkeiten zum 300. Jahrestag der Reformation „in der Gasse am Kirchhof“ die „Lutherlinde“ gepflanzt. 1958 wurde diese wegen einer Straßenverbreiterung gefällt. Aus dem Holz schnitzte der Mainzer Bildhauer Friedrich Drössel die Kreuzigungsgruppe in der Kirche. Im Jahre 2005 erfolgte die Innenrenovierung. Hierbei wurden die ursprünglichen Pastellfarben wieder verwendet. 2017 wurde anlässlich des nun 500. Jahrestags der Reformation auf dem Gelände der Kirche eine „Luthereiche“ gepflanzt.

#### Katholische Kirche

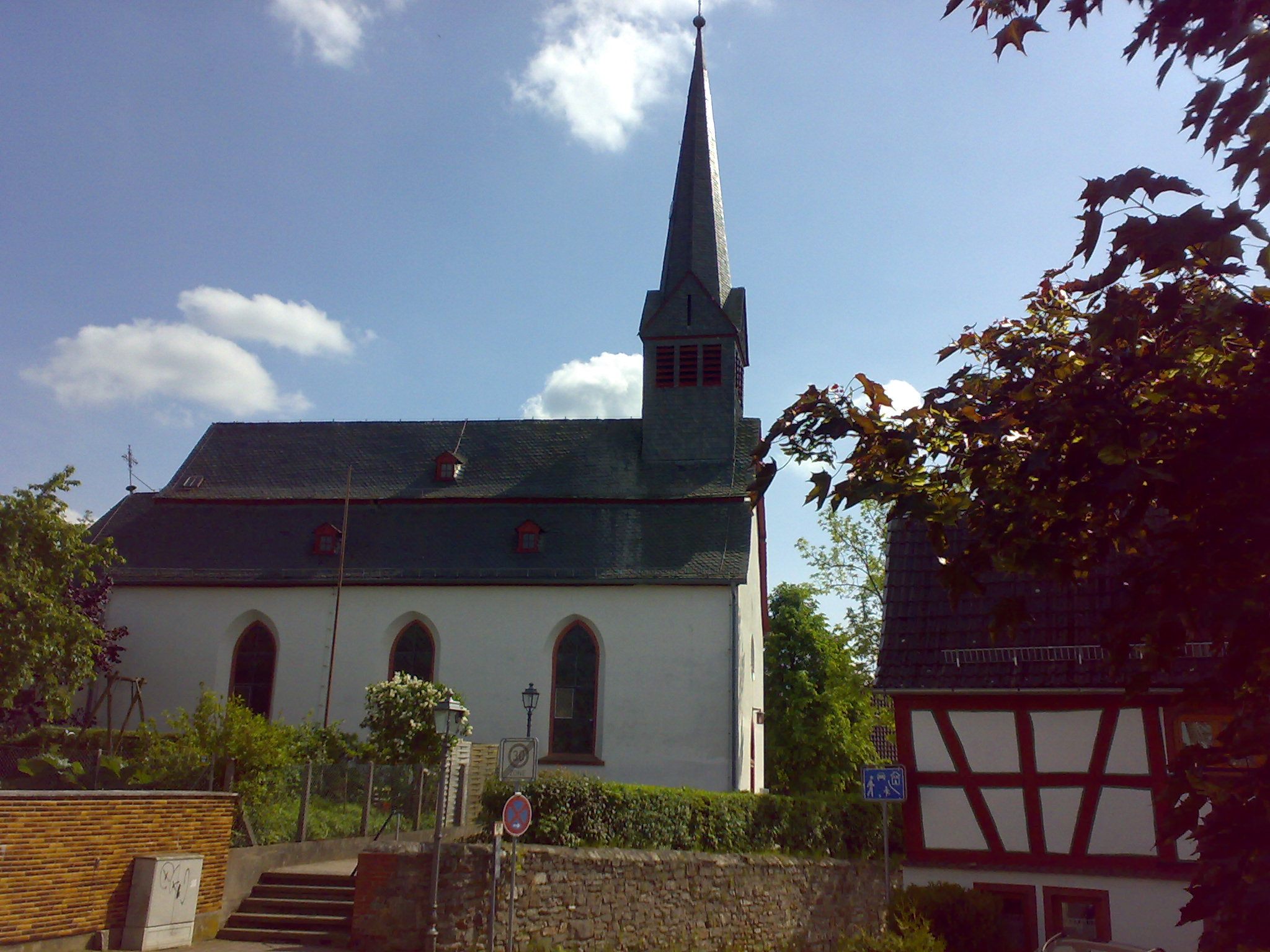
Katholische Kirche

Die katholische Kirche wurde 1712 bis 1713 im Auftrag des Erzbischofs von Trier auf den Resten der Wehrheimer Burganlage erbaut. Die Benediktion der Kirche erfolgte 1744. Sie wurde 1902 dem Erzengel Michael geweiht. Der Chorraum mit neugotischen Fenstern und die Sakristei wurde 1899 bis 1902 unter Pfarrer Wilhelm Gotthardt den Chorraum angebaut. 1955 erfolgte unter Pfarrer Ernst Paul Roos erneut eine Renovierung und Umgestaltung der Kirche. Hierbei wurden die neubarocken Altaraufbauten des Hoch- und Marienaltars, die Kanzel und die 14 Kreuzwegstationen aus Nauort im Westerwald in die Wehrheimer Kirche übernommen.
In den Jahren 1970 bis 1973 wurde die Kirche entsprechend der liturgischen Neuordnung des zweiten Vatikanischen Konzils noch einmal umgebaut. Hierbei wurden Kanzel, Hochaltar und Kommunionbank entfernt. 1993 wurde die Kirche innen erneut renoviert.
Der älteste Teil der Inneneinrichtung ist das über dem Altar hängende Kreuz von 1694. Neben dem Altar steht das marmorne Taufbecken aus dem Jahr 1729.

### Jüdischer Friedhof

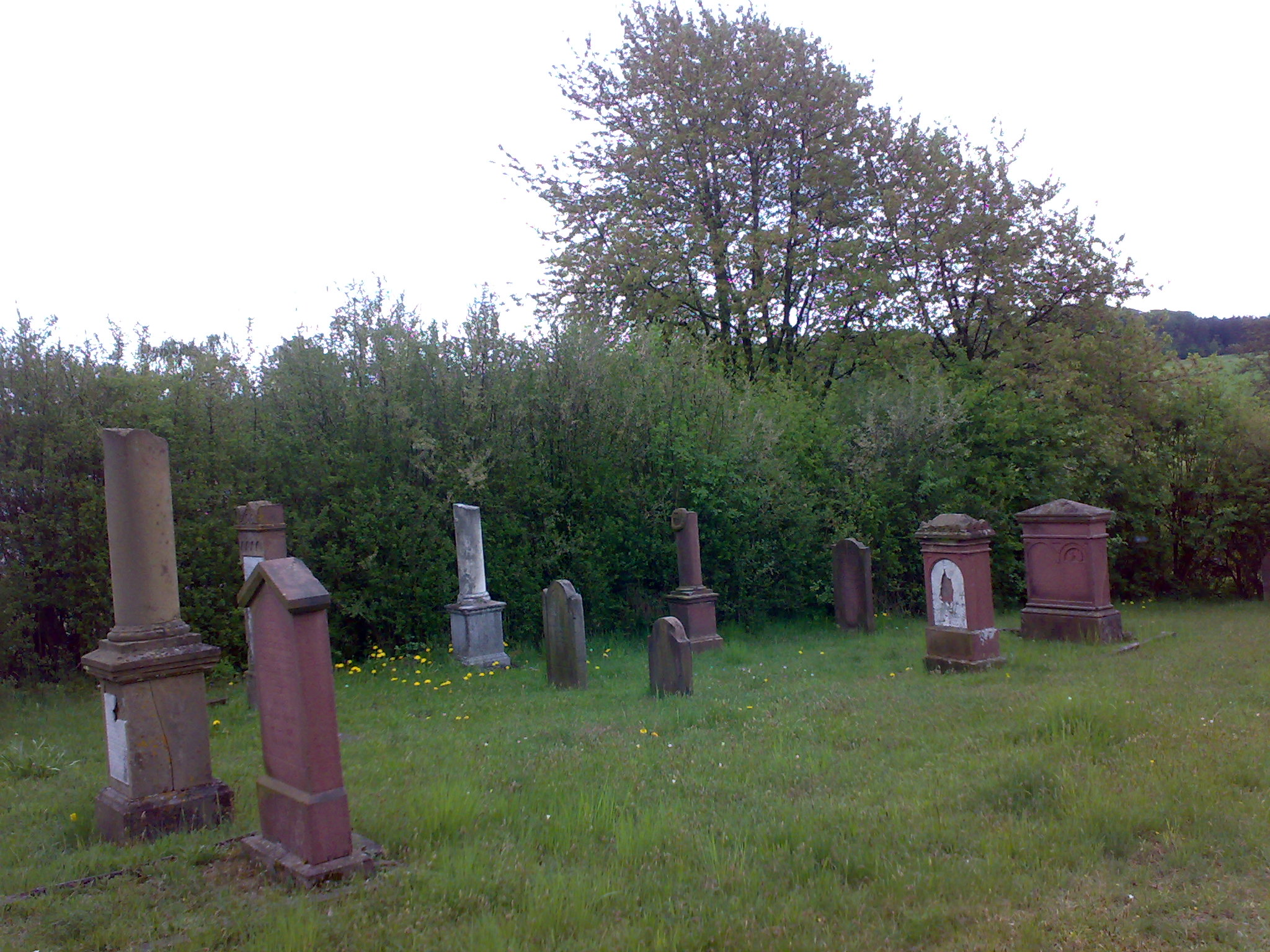
Jüdischer Friedhof

Der jüdische Friedhof in Wehrheim war zwischen den Jahren 1864 und 1938 die Begräbnisstätte für die Mitglieder der jüdischen Glaubensgemeinschaft in Anspach und Wehrheim. Diese jüdische Gemeinschaft wurde in der Zeit des Nationalsozialismus ausgelöscht. Der Friedhof ist etwa zwei Kilometer außerhalb von Wehrheim im Bizzenbachtal nahe dem Ludwig Bender Bad gelegen. Etwa ein Dutzend Grabsteine sind erhalten geblieben und dienen der Erinnerung an die Geschichte der Juden in Wehrheim und den nationalsozialistischen Terror.

### Freizeit- und Sportanlagen
Die Lochmühle ist ein weithin bekannter Freizeitpark direkt am Bahnhof Saalburg der Bahnstrecke Friedrichsdorf–Albshausen. Auf dem Gelände befinden sich auch die (wenigen) Überreste des Kleinkastells Lochmühle.
Außerhalb des Ortsteils Wehrheim, Richtung Usingen, befindet sich am Waldrand die Sportanlage Oberloh. Ein Rasensportplatz, Hartplatz, Laufbahn und Leichtathletikanlagen stehen den Sportlern genauso zur Verfügung wie ein Clubhaus und ein Spielplatz. Teil der Anlage ist das Schießsportzentrum Oberloh, in dem sich Schießstände (50 m und 25 m) für Luftdruckwaffen, Kleinkalibergewehr und Sportpistolen befinden. Die TSG Wehrheim, die den Platz nutzt, wurde 1861 gegründet.
Im Ortsteil Obernhain, neben der Saalburgsiedlung die teuerste Wehrheimer Lage, befindet sich der Tennisclub sowie die Saalburghalle.
Die Sportanlage an der Kransberger Straße im Ortsteil Pfaffenwiesbach bietet seit August 2017 zwei Kunstrasensportplätze, davon je ein Großfeld und ein Kleinfeld für Junioren-Mannschaften, eine Streetbasketballanlage sowie eine Inlineskateanlage. Daneben besteht auch hier ein Clubhaus.
Das Ludwig-Bender-Bad (benannt nach dem ehemaligen Bürgermeister, in dessen Amtszeit es erbaut wurde) im Bizzenbachtal ist das Freibad der Gemeinde Wehrheim. Es wurde 1956 durch die US-Armee ausgehoben (als Gegenleistung für den Abbau von Wegematerial für das Munitionsdepot). Seitdem wurde es mehrfach erweitert und mit Solarheizung ausgestattet.

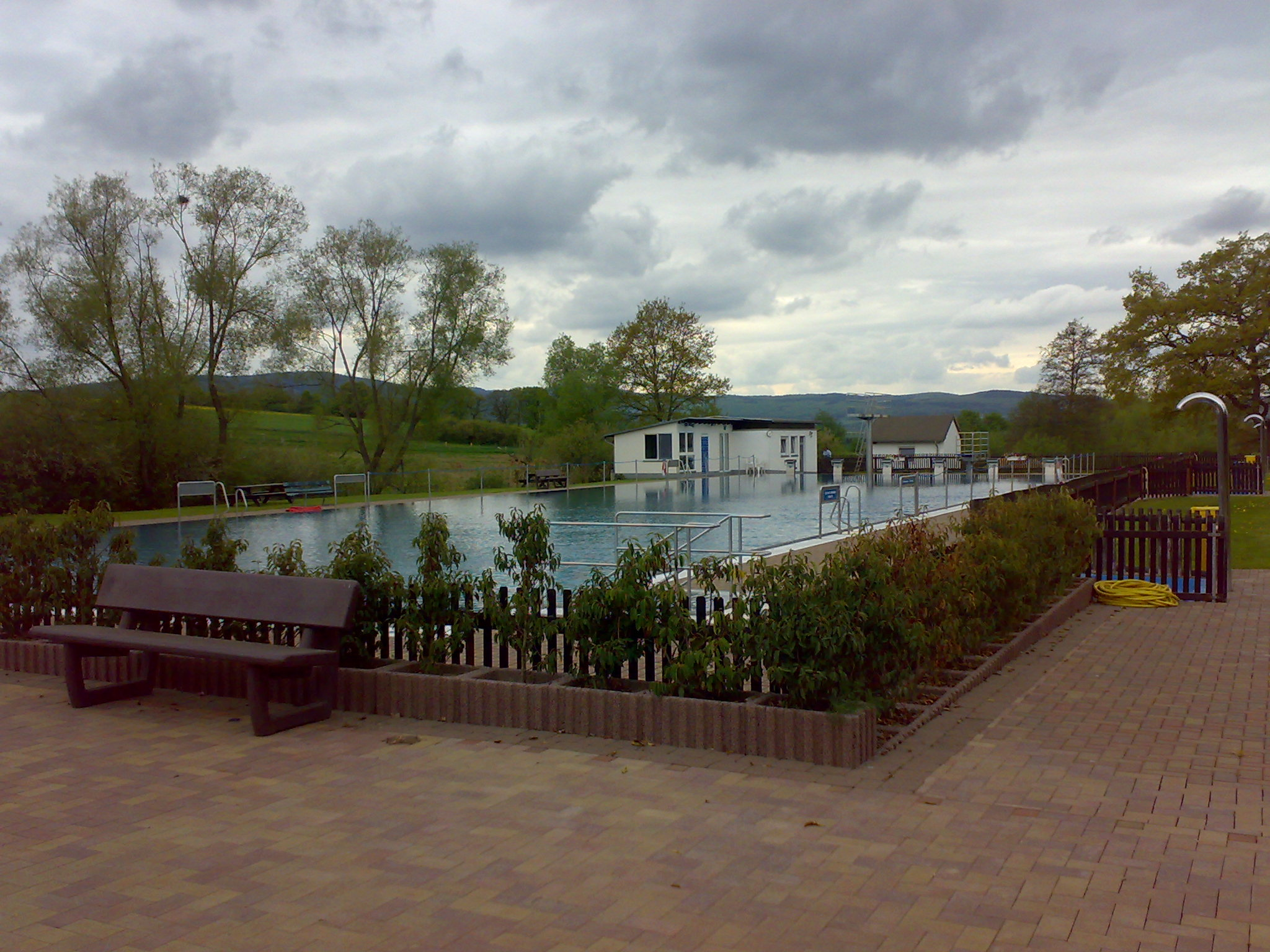
Ludwig-Bender-Bad: Hauptbecken
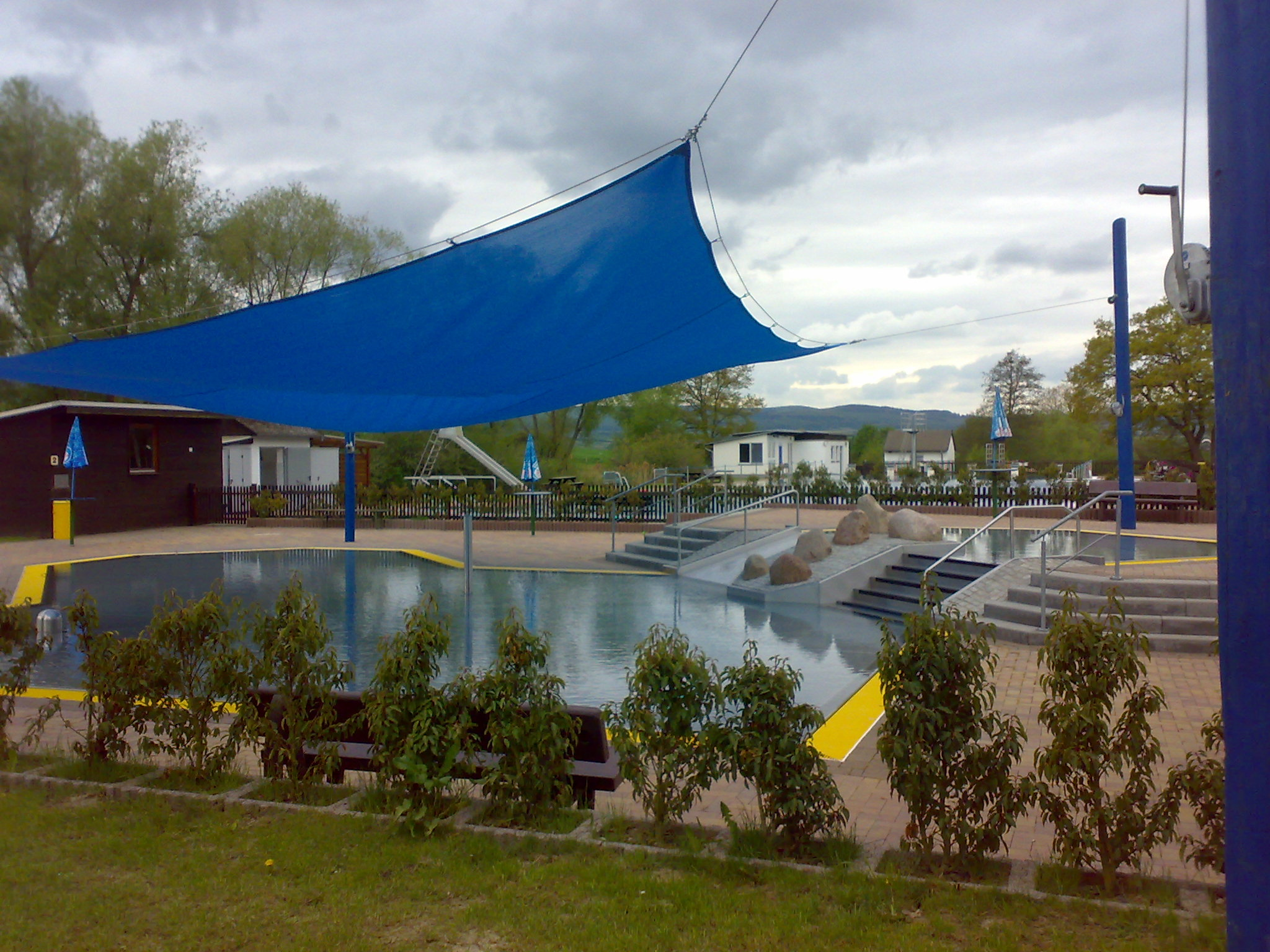
Ludwig-Bender-Bad: Kinderbecken
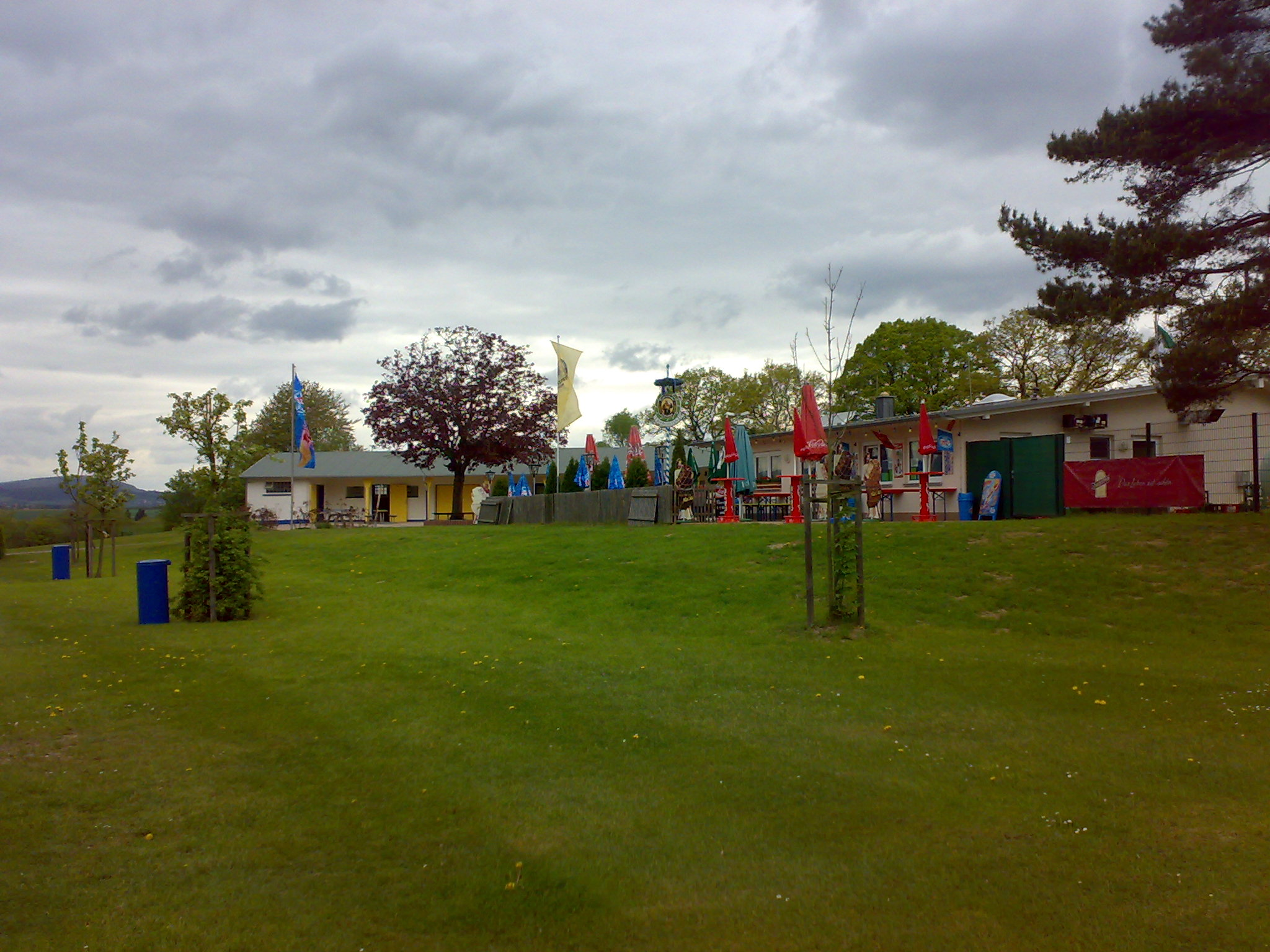
Ludwig-Bender-Bad: Umkleiden und Gastronomie

## Persönlichkeiten

### In Wehrheim geboren
- Johann Leicker (1772–1844), Grundbesitzer und nassauischer Landtagsabgeordneter
- Johann Adam Allendörfer (1778–1848), Oberschultheiß von Wehrheim und Abgeordneter der 2. Kammer der Landstände des Herzogtums Nassau
- Heinrich Velte (1782–1861), Landwirt und nassauischer Landtagsabgeordneter
- Carl Helmrich (1790–1834), hannoveranischer Hauptmann in den Befreiungskriegen und Mitglied der Landstände des Großherzogtums Hessen
- Peter Jäger (1807–1882), Bürgermeister und nassauischer Landtagsabgeordneter
- Adam Emmerich (1808–1869), nassauischer Richter und Landtagsabgeordneter
- Heinrich Friedrich Velte (1863–1940), Posthalter und Gemeindevorsteher in Wehrheim
- Helmut Bender (* 1942), Mathematiker
- Hermann Scheer (1944–2010), Politiker und Träger des Alternativen Nobelpreises (Right Livelihood Award)
- Jürgen von Gartzen (* 1958), Rennfahrer

### Mit Wehrheim verbunden
- Ludwig Eisenberger (1541–1591), Amtmann in Wehrheim
- Johann Conrad Bürgy (1721–1792), schweizerisch-deutscher Orgelbauer, baute 1783 die Orgel der Evangelischen Kirche
- Heinrich Kielhorn (1847–1934), Pionier der Sonderschulpädagogik; nach ihm ist die Heinrich-Kielhorn-Schule benannt
- Dietrich Ratzke (1939–2025), Journalist
- Almut Gwiasda (* 1945), ehemalige Landtagsabgeordnete